# UN Käerjéng 97
UN Käerjeng 97 (oficjalna nazwa: Uewer/Nidder Käerjéng 97) - zespół piłkarski z Luksemburga, założony w 1997. Kontynuuje tradycje klubów: US Bascharage i Jeunesse Hautcharage.

## Europejskie puchary
Legenda do wszystkich tabel:
- Q – runda eliminacyjna, 1/16, 1/8, 1/4, 1/2 – odpowiednia faza rozgrywek, Grupa – runda grupowa, 1r gr – pierwsza runda grupowa, 2r gr – druga runda grupowa, F – finał, R – runda, PO – play-off
- k. – rzuty karne, los. – losowanie, Dogr. – dogrywka, w. – zasada bramek strzelonych na wyjeździe

| Sezon   | Rozgrywki   | Runda | Przeciwnik           | Dom | Wyjazd | Ogólnie |
| ------- | ----------- | ----- | -------------------- | --- | ------ | ------- |
| 2007/08 | Puchar UEFA | 1Q    | Lillestrøm SK        | 1–0 | 1–2    | 2–2     |
| 2007/08 | Puchar UEFA | 2Q    | Standard Liège       | 0–3 | 0–1    | 0–4     |
| 2009/10 | Liga Europy | 1Q    | Anorthosis Famagusta | 1–2 | 0–5    | 1–7     |
| 2011/12 | Liga Europy | 1Q    | BK Häcken            | 1–1 | 1–5    | 2–6     |

## Sukcesy
- Puchar Luksemburga - zdobywca (1) - 1971 (jako Jeunesse Hautcharage)